# Perinereis seridentata
Perinereis seridentata är en ringmaskart som först beskrevs av Hartmann-Schröder 1959.  Perinereis seridentata ingår i släktet Perinereis och familjen Nereididae. Inga underarter finns listade i Catalogue of Life.